# Hertalse Poorter
Hertalse Poorter is een Belgisch bier van hoge gisting.
Het bier wordt gebrouwen in Brouwerij Slaghmuylder in Ninove. De bedrijfsleider van die brouwerij, Luc Verhaegen, is afkomstig uit Herentals, en creëerde het bier op vraag van de Herentalse stadsarchivaris. De aanleiding was de viering, in 2009, van de achthonderdste verjaardag van de toekenning van stadsrechten aan Herentals. Sindsdien is het blijvend verkrijgbaar op meerdere plaatsen.
Het is een blond streekbier van hoge gisting met hergisting op fles en werd afgeleid van Witkap-Pater, het basisbier van de brouwerij. Hertalse Poorter is gebrouwen naar aloude "Kempische traditie" met natuurlijke ingrediënten waaronder gerstenmout, gagel en aromatische Herentalse streekeigen kruiden. 